# محمد الديداوي
محمد الديداوي هو خبيرٌ في الترجمة، شغل رئيس قسم الترجمة العربية في الأمم المتحدة في فيينا وجنيف سابقا،
له عدة مؤلفات في الخزانة العربية في مجال الترجمة، متضمنا أسانيد وتطبيقات وأمثلة ومقارنات من خلال تجربته الطويلة في مجال الترجمة العربية. إضافة إلى عدة أبحاث منشورة في مجلاّت متخصصة عربية، منها اللسان العربي التي يصدرها مكتب تنسيق التعريب التابع لجامعة الدول العربية، ومجلات متخصصة غير عربية.
يمتلك الدكتور محمد الديداوي تجربة واسعة في مجال الترجمة والتأليف، وله أبحاث متميزة تقدم بها إلى أزيد من 50 مؤتمر دولي عن الترجمة وعلم المصطلحات في أقطار عربية وفي أوروبا وأمريكا باللغات العربية والفرنسية والإنجليزية.
ويتمتع الديداوي بخبرة تزيد عن 28 سنة في مضمار الترجمة في الأمم المتحدة، وعمل مترجما ورئيسا لقسم الترجمة في أربعة مقار مختلفة للمنظمة الدولية، في نيويورك، وأديس أبابا، وفي فيينا. وقضى الثماني سنوات الأخيرة في المقر الأوروبي للمنظمة بجنيف.
كذلك عمل مدرسا في العديد من الجامعات والمدارس العليا منها مدرسة الملك فهد للترجمة بطنجة، ومدرسة الترجمة بجامعة جنيف، وقسم الترجمة بالجامعة اللبنانية ببيروت.
حصل محمد الديداوي على الإجازة في الترجمة التحريرية والفورية، وعلى الدراسات المعمقة في اللسانيات، وعلى الدكتورا في علم الترجمة ونظرياتها.

## العمل على ترجمة التجربة المهنية إلى مؤلفات
وعلى غير عادة الموظفين الذين ينظرون إلى التقاعد عن الوظيفة كفرصة للاستجمام، يرى محمد الديداوي أن أمامه فرصة يجب اقتناصها، في مرحلة يركن فيها إلى الكتابة والإسهام بفعالية في تطوير نظريات الترجمة وتطوير اللغة العربية والذود عنها، حيث يرى أنه حان الأوان أمام هذه الفرصة التي سماها بالثمينة حسب تعبيره.

وعن تجربته الطويلة في ميدان الترجمة وكرئيس قسم الترجمة العربية في أروقة الأمم المتحدة يقول عن ذلك: 

## من مؤلفاته
- علم الترجمة بين النظرية والتطبيق. 1992.[4]
- الترجمة والتواصل، دراسات تحليلية عملية لإشكالية الاصطلاح ودور المترجم. 2000.[5]
- الترجمة والتعريب بين اللغة البيانية واللغة الحاسوبية. 2002.[6]
- منهاج المترجم: بين الكتابة والاصطلاح والهواية والاحتراف. 2005.[7]
- مفاهيم الترجمة، المنظور التعريبي لنقل المعرفة. 2007.[8]
- الكتابة في الترجمة: الترجمة العربية الدولية نموذجاً. 2012.
- فقه الترجمة: إعجاز النظم وإلغاز الفهم وإنجاز العلم. 2020.[9]
- اللسان العربي المبين: وقفة تراثية ومقاربة ترجمية ونظرة مستقبلية. 2022.